# Inhale Exhale
Inhale Exhale é uma banda cristã de metalcore/screamo de Canton, Ohio, formada em 2005.

## Membros
- Ryland Raus - vocal (2006 - presente)
- John LaRussa - guitarra (2005 - presente)
- Jeremy Gifford - baixo (2007 - presente)
- Chris "Gator" Carroll - bateria (2007 - presente)

## Discografia
- 2006 - The Lost. The Sick. The Sacred.
- 2008 - I Swear...
- 2009 - Bury Me Alive
- 2012 - Movement